# تروستون
تروستون (به انگلیسی: Turweston) یک روستا و محله مدنی در بریتانیا است که در الزبری ول واقع شده‌است. تروستون ۲۱۱ نفر جمعیت دارد.